# Raszyd Siuniajew
Raszyd Alijewicz Siuniajew, tat. Рәшит Гали улы Сөнәев, ros. Раши́д Али́евич Сюня́ев (ur. 1 marca 1943 w Taszkiencie) – radziecko-rosyjski astrofizyk teoretyczny pochodzenia tatarskiego, członek zagraniczny Royal Society (od 2009). Laureat co najmniej 10 nagród w astrofizyce i fizyce teoretycznej, w tym najbardziej prestiżowych, ustępujących statusem głównie Nagrodom Nobla – jak Nagroda Crafoorda, Nagroda Kioto czy Medal Diraca (ICTP).
Od jego nazwiska pochodzi nazwa efektu Siuniajewa-Zeldowicza.

## Nagrody i wyróżnienia
- 1995: Złoty Medal Królewskiego Towarzystwa Astronomicznego,
- 2000: Medal Bruce,
- 2003: Dannie Heineman Prize for Astrophysics,
- 2008: Henry Norris Russell Lectureship,
- 2008: Medal Karla Schwarzschilda,
- 2008: Nagroda Crafoorda[1],
- 2011: laureat Nagrody Kioto w dziedzinie nauk podstawowych[2],
- 2015: Medal Eddingtona,
- 2019: Medal Diraca (ICTP),
- 2023: Medal Maxa Plancka.